# Gregor Csiky
Gregor Csiky (Pankota, 8 dicembre 1842 – Budapest, 19 novembre 1891) è stato un drammaturgo e scrittore ungherese.

## Biografia
Nacque nel distretto di Arad.

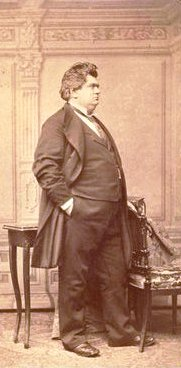
Csiky Gergely all'età di 37 anni

Il suo percorso di formazione culturale seguì le tappe del corso di teologia cattolica presso Pest e Vienna.
Dal 1870 al 1878 insegnò al Collegio di preti di Temesvár.
Il suo esordiò letterario avvenne con novelle e lavori riguardanti la storia ecclesiastica, mentre in un secondo tempo Csiky si impegnò in campo teatrale con opere neoromantiche.
Dopo Jóslat ("Presagio") del 1875, con Az ellenállhatatlan ("Irresistibile") del 1878, ottenne il premio da parte dell'Hungarian Academy of Sciences. Lentamente si allontanò dalla chiesa per assumere un atteggiamento laico nei confronti della vita e del mondo e sviluppare un'indagine sempre più critica della società.
Dopo un soggiorno parigino, abbandonò la chiesa e si sposò.
Influenzato dalla conoscenza degli autori francesi in auge a quei tempi, i suoi spaccati sociali assunsero gusti sempre più realistici. A Proletárok ("I proletari"), venne scritto per mettere in scena in modo critico il mondo dei nobili volgente al declino.
In Cifra nyomorúság ("La miseria dissimulata") del 1882 e in Buborékok ("Bolle") del 1887, Csiky si occupò della contraddizione presente tra il ruolo sociale importante dei funzionari e le loro basse possibilità economiche.
Oltre ai drammi di critica sociale, Csiky dedicò il suo impegno anche al genere delle commedie, aprendosi al sentimentalismo piccolo-borghese, e ottenendo grandi successi. Una delle sue opere più riuscite fu comunque A nagyratermett ("Colui che fu destinato a cose grandi") del 1890.
Anche i suoi romanzi come Az Atlasz család ("La famiglia Atlas") del 1890, rispettarono le sue tendenze alla critica sociale, e contemporaneamente Gregor Csiky si dedicò alle traduzioni dei grandi classici, a partire da Sofocle a Plauto e Platone.
Morì a Budapest il 9 novembre del 1891.
Il Csiky Gergely Theatre di Kaposvár è stato dedicato alla sua memoria.

## Opere principali
- Fényképek. Temesvár, 1872.
- Az egyházjog tankönyve, 1873.
- Egyházügyekre vonatkozó magyarországi törvények és kormányrendeletek 1867–1873, 1874.
- Kath. házasságjogtan, 1874.
- A vadember. Regény, Temesvár, 1876.
- A jóslat, vígj, Budapest, 1879.
- Beszélyek, Temesvár, 1876.
- Janus, 1877, Budapest.
- Thalia megváltása, Temesvár, 1877.
- A magusz, Temesvár, 1878.
- Az ellenállhatatlan, 1878.
- A patak hidja, 1879.
- Elbeszélések, Budapest, 1880.
- Csiky Gergely színművei, 1882–88.
- Királyfogás, 1887.
- Az első és második, 1883.
- Anna, 1883.
- Görög-római mythologia, 1885.
- Dramaturgia. Az országos zeneiskola növendékeinek használatára, 1886.
- Az elvált asszony, 1888.
- Az öreg tánczmester, 1888.
- Az esernyő, 1888.
- Arnold, 1888.
- Az Atlasz-család, 1890.
- A zokoli uraság két leánya, 1890.
- Örök törvény, 1890.
- A nagyratermett, 1890.
- Az atyafiak, 1891.
- A nagymama, 1891.
- Sisyphus munkája, 1892.
- Két szerelem, szomorújáték három felvonásban, 1892.